# Teratoppia reducta
Teratoppia reducta är en kvalsterart som beskrevs av Balogh och Sandór Mahunka 1969. Teratoppia reducta ingår i släktet Teratoppia och familjen Teratoppiidae. Inga underarter finns listade i Catalogue of Life.